# Supercoppa olandese 2019 (pallavolo maschile)
La Supercoppa olandese 2019 si è svolta il 6 ottobre 2019: al torneo hanno partecipato due squadre di club olandesi e la vittoria finale è andata per la terza volta all'Orion.

## Regolamento
Le squadre hanno disputato una gara unica.

## Squadre partecipanti
| Squadra          | Qualificazione                           | Ultima partecipazione    |
| ---------------- | ---------------------------------------- | ------------------------ |
| Orion            | Vincitrice Eredivisie 2018-19            | Supercoppa olandese 2017 |
| Dynamo Apeldoorn | Vincitrice Coppa dei Paesi Bassi 2018-19 | Supercoppa olandese 2011 |

## Torneo
| 6 ottobre 2019 Topsporthal Achterhoek, Doetinchem Durata: ? - Spettatori: ? | Orion | 3 - 2 | Dynamo Apeldoorn | 23-25, 25-18, 23-25, 26-24, 15-13 |